# Hrabstwo Humboldt (Nevada)

Piramida wieku hrabstwa

Hrabstwo Humboldt – amerykańskie hrabstwo znajdujące się w północno-zachodniej części stanu Nevada. Stolicą jest Winnemucca.

## Historia
Humboldt jest najstarszym hrabstwem tego stanu. Powstał w 1856, kiedy znajdowało się tutaj Terytorium Utah. Było też jednym z dziewięciu pierwszych hrabstw w historii Terytorium Nevady powstałego w 1861 roku. Nazwa pochodzi od rzeki Humbold, którą John C. Fremont nazwał na cześć barona Friedricha Heinricha Alexandra von Humboldta, niemieckiego naturalisty i polityka. Baron nigdy nie zobaczył tego miejsca. Pierwszą stolicą hrabstwa było Unionville, aż upadła górnicza koniunktura w 1873 roku. Władze przeniosły się do Winnemucca w związku z budową transkontynentalnej linii kolejowej.

## Geografia
Całkowita powierzchnia wynosi 25 014 km² (9658 mil²), z czego 24 988 km² (9648 mi²) stanowi ląd, a 26 km² (10 mi²) woda (0,10%).
Na wschodzie znajduje się pasmo Gór Santa Rosa.

### Sąsiednie hrabstwa
- Hrabstwo Elko – zachód
- Hrabstwo Lander – południowy zachód
- Hrabstwo Pershing – południe
- Hrabstwo Washoe – zachód
- Hrabstwo Harney w Oregonie – północ
- Hrabstwo Malheur w Oregonie – północ
- Hrabstwo Owyhee w Oregonie – północny wschód

### Miasta
- Winnemucca

### CDP
- Denio
- Fort McDermitt
- Golconda
- Orovada
- Paradise Valley
- Valmy